# Юхан Халвошен
Юхан Халвошен (на норвежки: Johan Halvorsen) е норвежки композитор, диригент, цигулар и музикален педагог.

## Биография
Роден е на 15 март 1864 г. в град Драмен. Започва да свири на цигулка от 8-годишна възраст. През 80-те години на 19 век се запознава с Едвард Григ и по-късно се жени за неговата племенница. След това в Санкт Петербург се усъвършенства на цигулка при Леополд Ауер. През периода 1889-1892 преподава в Хелзинки под влиянието на младия Феручо Бузони. Връща се в Норвегия през 1893 г. като става ръководител на Бергенския филхармоничен оркестър. След 1899 г. в продължение на 30 години ръководи оркестъра на националния театър в Осло. Дирижрал е над 30 оперни спектакли. Автор е на три симфонии и на оперетата "Mod Nordpolen". Починал на 4 декември 1935 г. в норвежката столица Осло.